# Víctor Acotto
Víctor Hugo Acotto (nacido el 27 de febrero de 1972 en Ordóñez) es un exfutbolista argentino. Se desempeñaba como defensor, y su primer club fue Rosario Central.

## Carrera
Luego de realizar las inferiores en el club, su debut en el canalla sucedió el 11 de octubre de 1992, ante Argentinos Juniors, en un empate 1-1, siendo titular en reemplazo de Fernando Forletta, cotejo válido por la décima fecha del Torneo Apertura 2002. No tuvo más chances de jugar y dejó el club, iniciando una profusa trayectoria por el fútbol de las ligas regionales de la provincia de Santa Fe. Se destacan sus pasos por Cremería de Carcarañá y ADEO de Cañada de Gómez.

## Clubes
| Club                                     | País      | Año       |
| ---------------------------------------- | --------- | --------- |
| Rosario Central                          | Argentina | 1992      |
| Atlético Carcarañá                       | Argentina | 2001-2002 |
| ADEO (Cañada de Gómez)                   | Argentina | 2002-2009 |
| El Porvenir del Norte (San Jerónimo Sud) | Argentina | 2010      |
| ADEO (Cañada de Gómez)                   | Argentina | 2012-2013 |

## Palmarés
| Equipo             | Liga      | País      | Título   | Año  |
| ------------------ | --------- | --------- | -------- | ---- |
| Atlético Carcarañá | Cañadense | Argentina | Apertura | 2001 |
| ADEO               | Cañadense | Argentina | Apertura | 2009 |
| ADEO               | Cañadense | Argentina | Clausura | 2009 |
| ADEO               | Cañadense | Argentina | Apertura | 2012 |